# Idriz Ajeti
Idriz Ajeti, född den 26 juni 1917 i Medveđa i Serbien, död den 13 februari 2019 i Pristina i Kosovo, var en albansk lingvist. Efter sin skolgång i Skopje antogs han 1938 vid universitetet i Zagreb som elev inom fakulteten för filosofi. Han fördjupade studierna i komparativ lingvistik vid universitetet i Belgrad. Efter föreläsningar erhöll han professuren i bland annat albanska språket vid universitetet i Pristina.

## Utgivningar
- "Pamje historike e ligjërimit shqip të Gjakovës në fillim të shekullit XIX", Pristina 1960.
- "Istorijski razvitak gegijskog govora Arbanasa kod Zadar", Sarajevo 1961.
- "Historia e gjuhës shqipe: morfologjia historike", Pristina 1982.
- "Studije iz istorije albanskog jezika", Pristina 1982.
- "Studime gjuhësore në fushë të shqipes", Pristina 1982-1989.
- "Shqiptarët dhe gjuha e tyre", Pristina 1994.
- "Vepra", Pristina 1997-1998.